# Björketorps kyrka
Björketorps kyrka är en kyrkobyggnad belägen i Rävlanda, Härryda kommun. Den tillhör Björketorps församling i Göteborgs stift och Svenska kyrkan.

## Kyrkobyggnaden

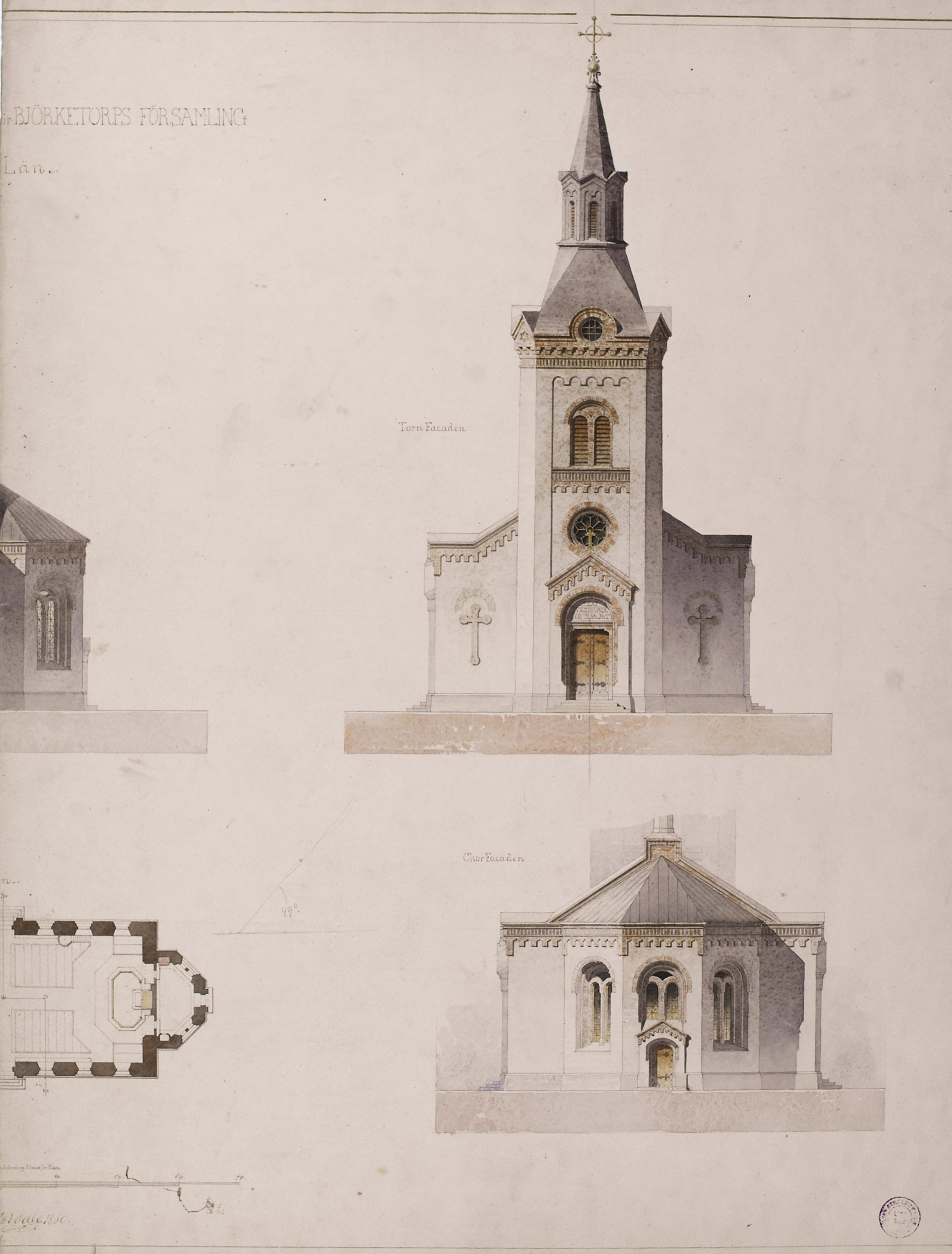
Zettervalls ritning.

Nuvarande kyrkobyggnad uppfördes 1861 efter ritningar av arkitekten Helgo Zettervall efter nygotiska stilideal, men invigdes först 1866. Den äldre, sannolikt medeltida kyrkan, som låg omkring hundra meter åt sydost närmare Rävlanda samhälle, revs och den fick bidra med stenmaterial till nybygget.
Fasaden är i vitrappad sten med en mörk taklist prydd med tandsnitt. På tornet finns rundbågelister och taket har en lanternin som kröns av en spira. Byggnaden restaurerades 1935 under ledning av Knut Nordenskjöld, innertaket värmeisolerades 1953 och vid restaureringen 1974 fick kyrkan sin nuvarande interiör och färgsättning.

## Takmålningar
I den medeltida kyrkan fanns takmålningar utförda av Sven Wernberg. En liten del av takbrädorna återfanns vid en renovering på 2000-talet. De förvaras nu i kyrktornet.

## Inventarier
- Dopfunt av sandsten tillverkad under 1200-talet i två delar. Höjd: 80 cm. Cuppan är stor, cylindrisk med skrånande undersida avslutad nedtill genom en kraftig vulst. Cuppans liv har växtornament. Foten är rund med ett cylindriskt kort skaft. Uttömningshål saknas. Mycket svåra skador, som delvis har lagats.[2] Funten återinsattes i kyrkan efter renovering 1935.
- Altaruppsatsen från 1710 är snidad av Anders Ekeberg och bemålad av Sven Wernberg. Den renoverades 1916.
- Altarskåpet, placerat under läktaren på sydsidan, är troligen av tyskt ursprung och från 1500-talet. Efter att ha varit deponerat vid Göteborgs stadsmuseum återfördes det till kyrkan 1920.
- Mariaskulpturen under läktaren är en sentida efterbildning av en 1100-talsmadonna.
- En väggskulptur vid dopplatsen utfördes 1975 av Lennart Landqvist.

### Klockor
- Lillklockan är gjuten 1519 och har skriftband runt halsen med inskrift på latin, som i översättning lyder: Herrens år 1519 (göts jag). Helige Gud Sebaot (?), Jesus, Maria, Johannes. Hell moder Anna! Denna klocka är det tidigaste kända arbetet som Alf klockgjutare utfört. De klockor han göt för Algutstorps kyrka, Angereds kyrka och Långareds kyrka på 1530-1540-talet tillkom något senare.[3]
- Storklockan var ursprungligen ännu äldre, men fick gjutas om 1881, då den hade spruckit.

### Orgel
Orgeln med 25 stämmor är byggd 1935 av Harald Lindegren och har två manualer och pedal. Den byggdes om 1950 och 1958 av samma firma. Den innehåller åtta pipor från den ursprungliga orgeln som var byggd 1871.

## Omgivning
Den stora kyrkogården ligger vid den nya kyrkan. Gamla kyrkogården finns kvar där den ursprungliga kyrkan låg. På 1930-talet markerades denna med en granhäck.

## Bilder

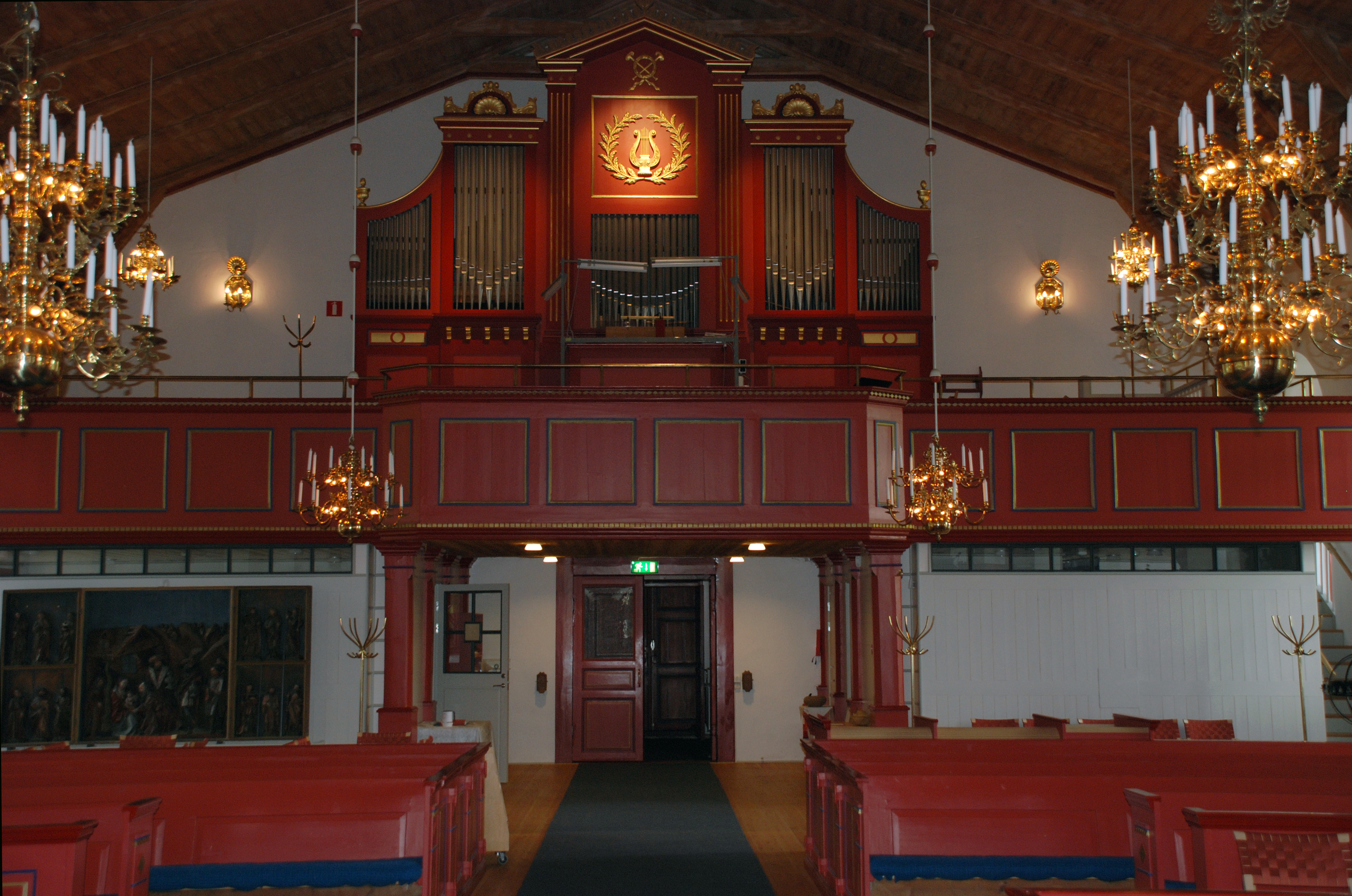
Orgelläktaren.
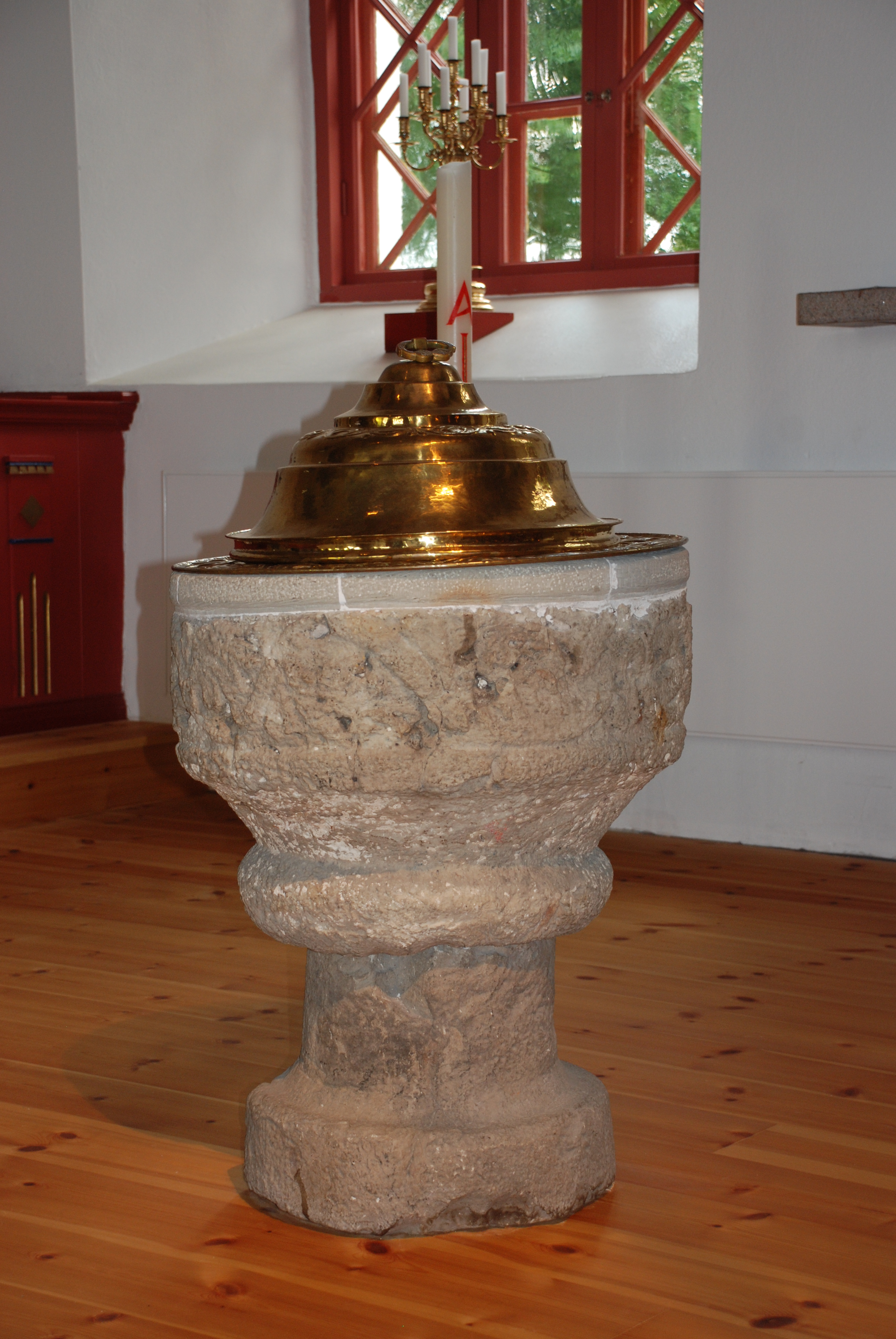
Dopfunten.
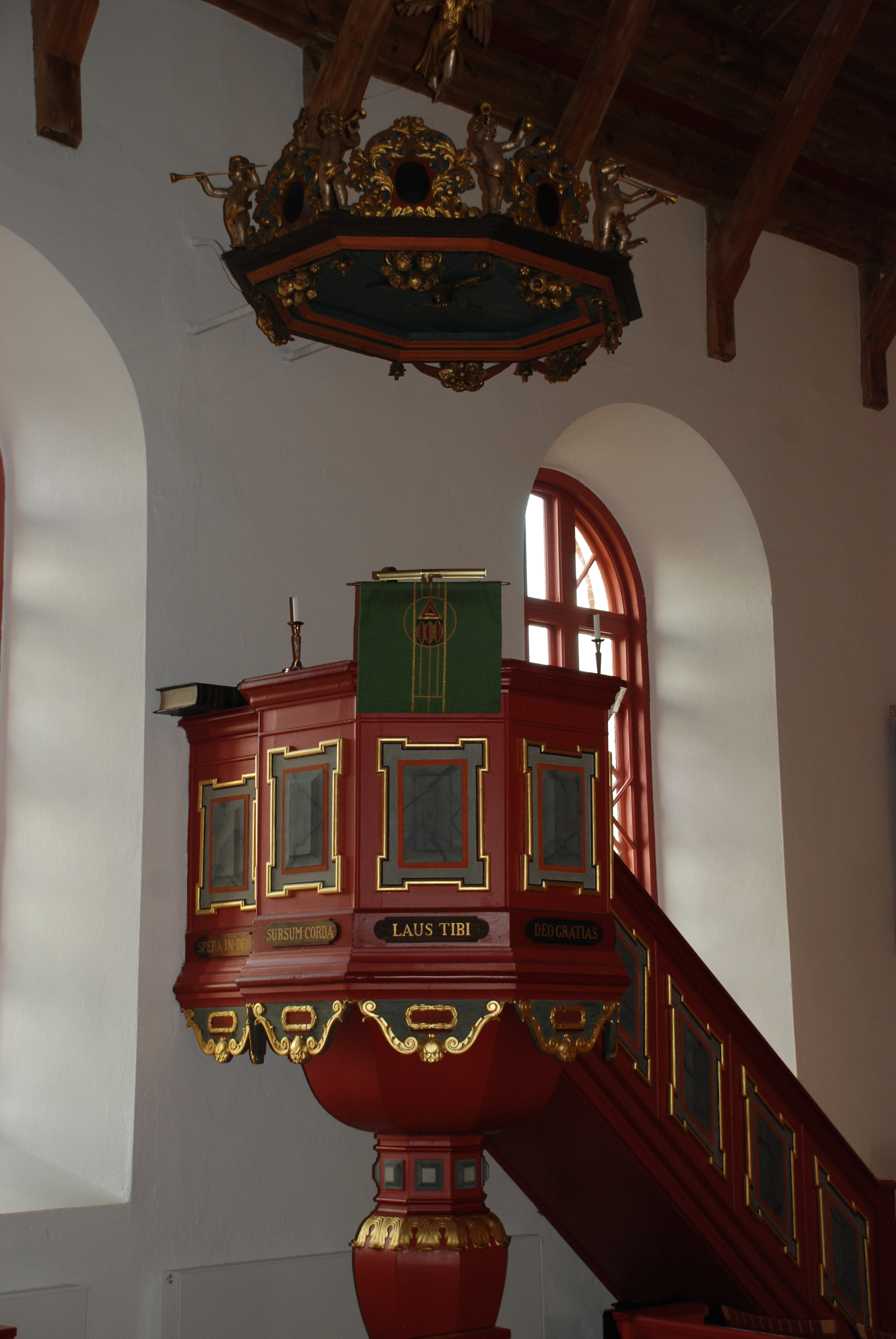
Predikstolen.
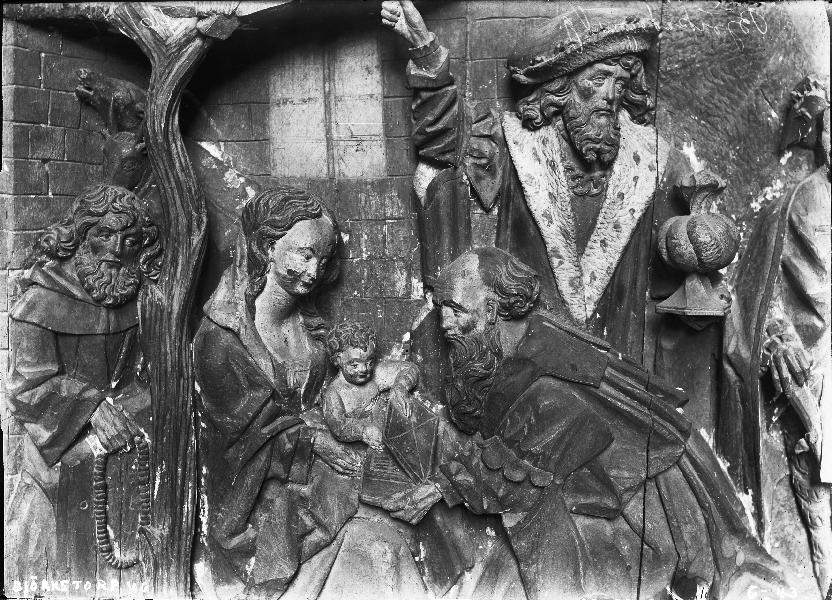
Detalj av altartavlan.